# پیانفی
پیانفی (به ایتالیایی: Pianfei) یک کومونه در ایتالیا است که در استان کونیو واقع شده‌است.

## خصوصیات
پیانفی ۱۵٫۱ کیلومترمربع مساحت و ۲٬۱۸۵ نفر جمعیت دارد و ۵۰۰ متر بالاتر از سطح دریا واقع شده‌است.